# Aline Danioth
Aline Danioth, född 12 mars 1998, är en schweizisk alpin skidåkare som debuterade i världscupen den 20 december 2015 i Courchevel i Frankrike. Danioth ingick i det schweiziska lag som vann guld i lagtävlingen vid Världsmästerskapen 2019 i Åre i Sverige.